# La Roche-de-Glun
La Roche de Glun é uma comuna francesa na região administrativa de Auvérnia-Ródano-Alpes, no departamento de Drôme. Estende-se por uma área de 12,79 km². Em 2010 a comuna tinha 3 396 habitantes (densidade: 265,5 hab./km²).